# 法蘭西島 (格陵蘭)
法蘭西島是一座位於格陵蘭海的無人島嶼，該島面積為246.1平方公里、海岸線長71.9公里。